# Chorges
Chorges – miejscowość i gmina we Francji, w regionie Prowansja-Alpy-Lazurowe Wybrzeże, w departamencie Alpy Wysokie.

## Demografia
Według danych na rok 1990 gminę zamieszkiwało 1561 osób, a gęstość zaludnienia wynosiła 29 osób/km². W styczniu 2015 r. Chorges zamieszkiwało 2781 osób, przy gęstości zaludnienia wynoszącej 52,1 osób/km².